# Temnorhynchus retusus
Temnorhynchus retusus är en skalbaggsart som beskrevs av Fabricius 1781. Temnorhynchus retusus ingår i släktet Temnorhynchus och familjen Dynastidae. Inga underarter finns listade i Catalogue of Life.